# Synagoge (Budaniw)

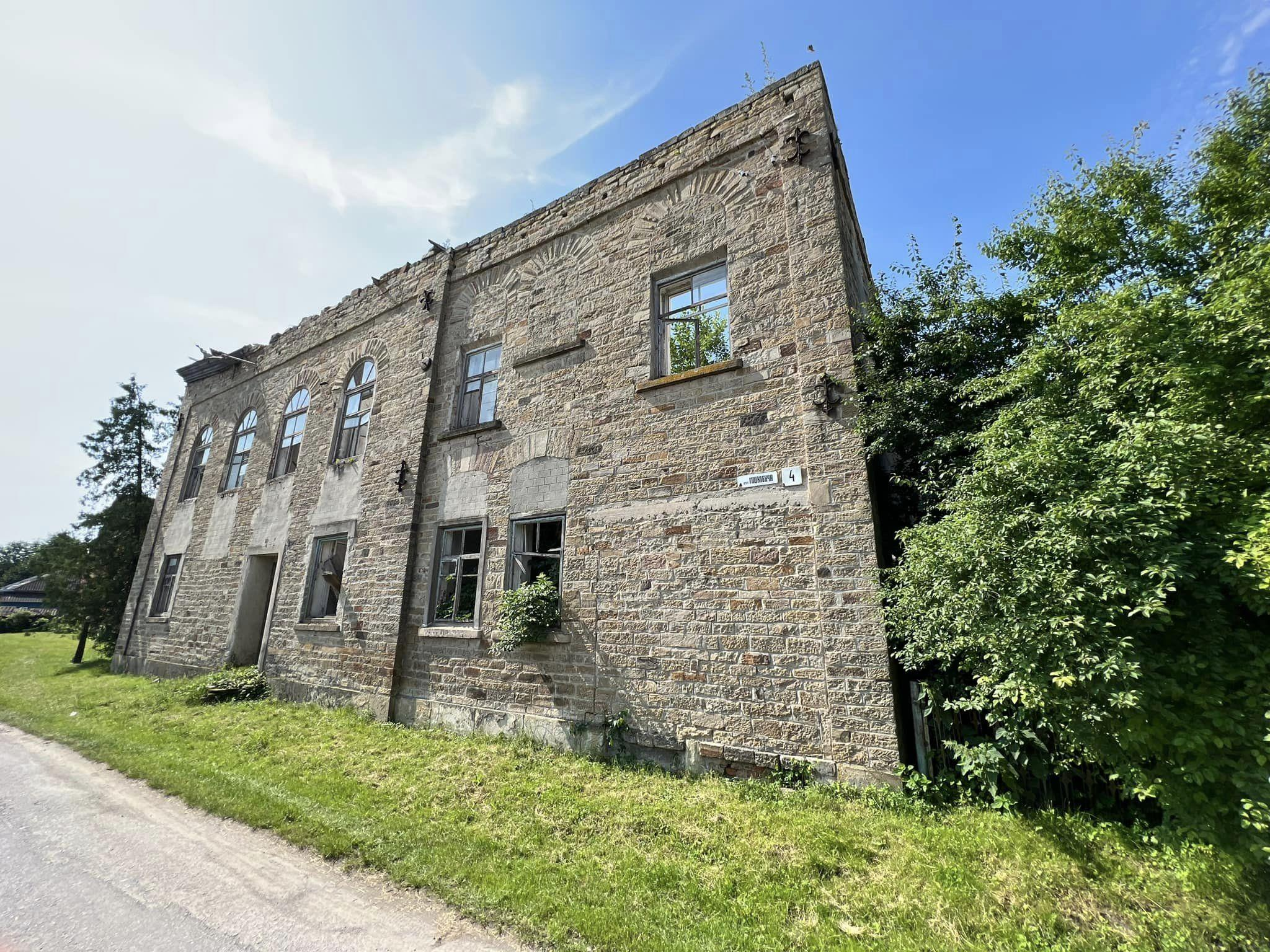
Synagoge Budaniw (Juni 2023)

Die Synagoge in Budaniw, einem Dorf im ukrainischen Oblast Ternopil am Fluss Seret, wurde im 19. Jahrhundert errichtet. 
Die profanierte Synagoge wurde nach dem Zweiten Weltkrieg zweckentfremdet. Seit Jahren steht das Gebäude leer und verkommt immer mehr.